# Il fidanzamento a Santo Domingo
Il fidanzamento a Santo Domingo (Die Verlobung in St. Domingo) è un racconto dello scrittore tedesco Heinrich von Kleist pubblicato dapprima a puntate dal 25 marzo al 5 aprile 1811 sulla rivista letteraria Der Freimüthige; pubblicato successivamente nel secondo volume dei Racconti (Erzählungen) nel 1811. 

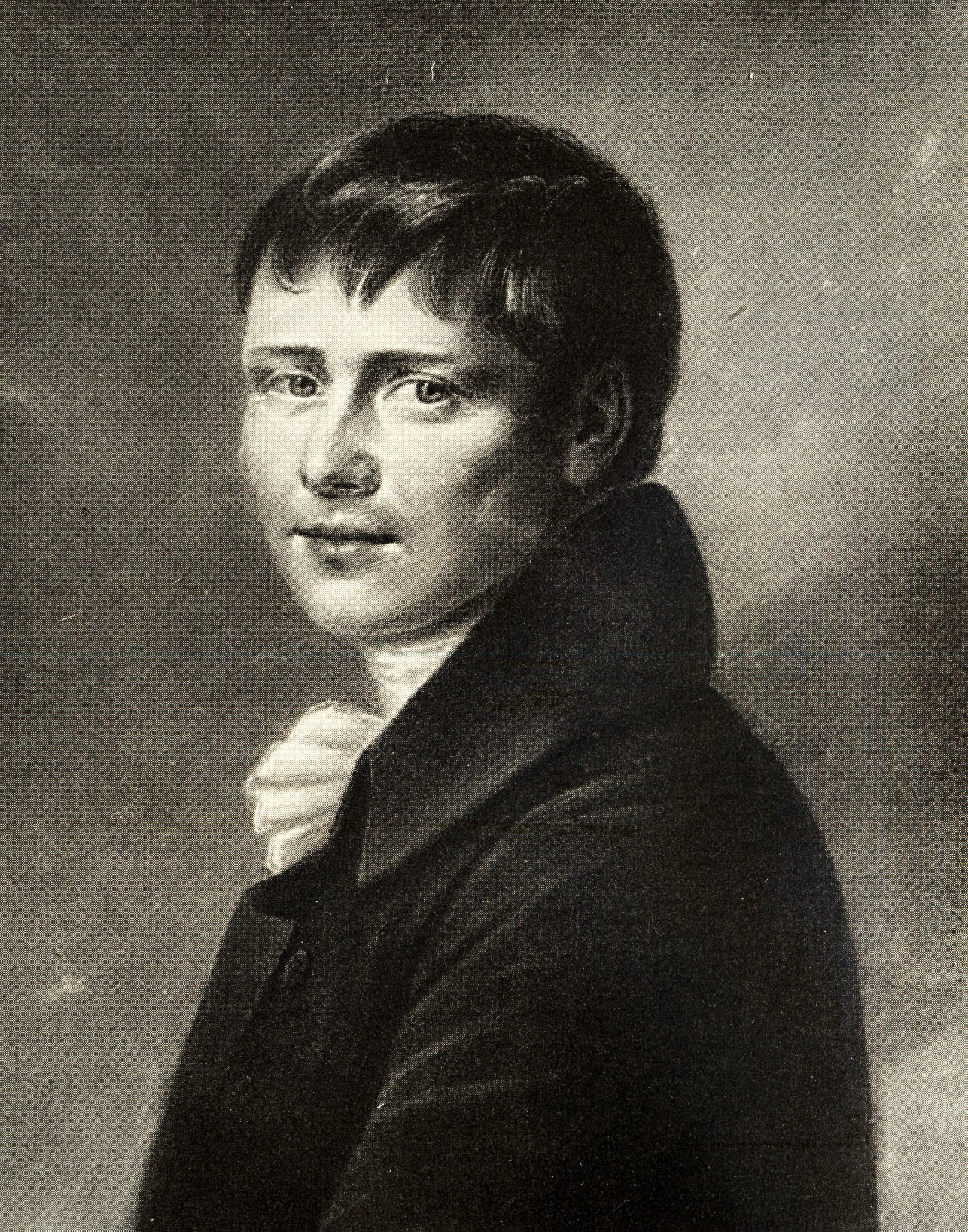
Ritratto di Heinrich von Kleist

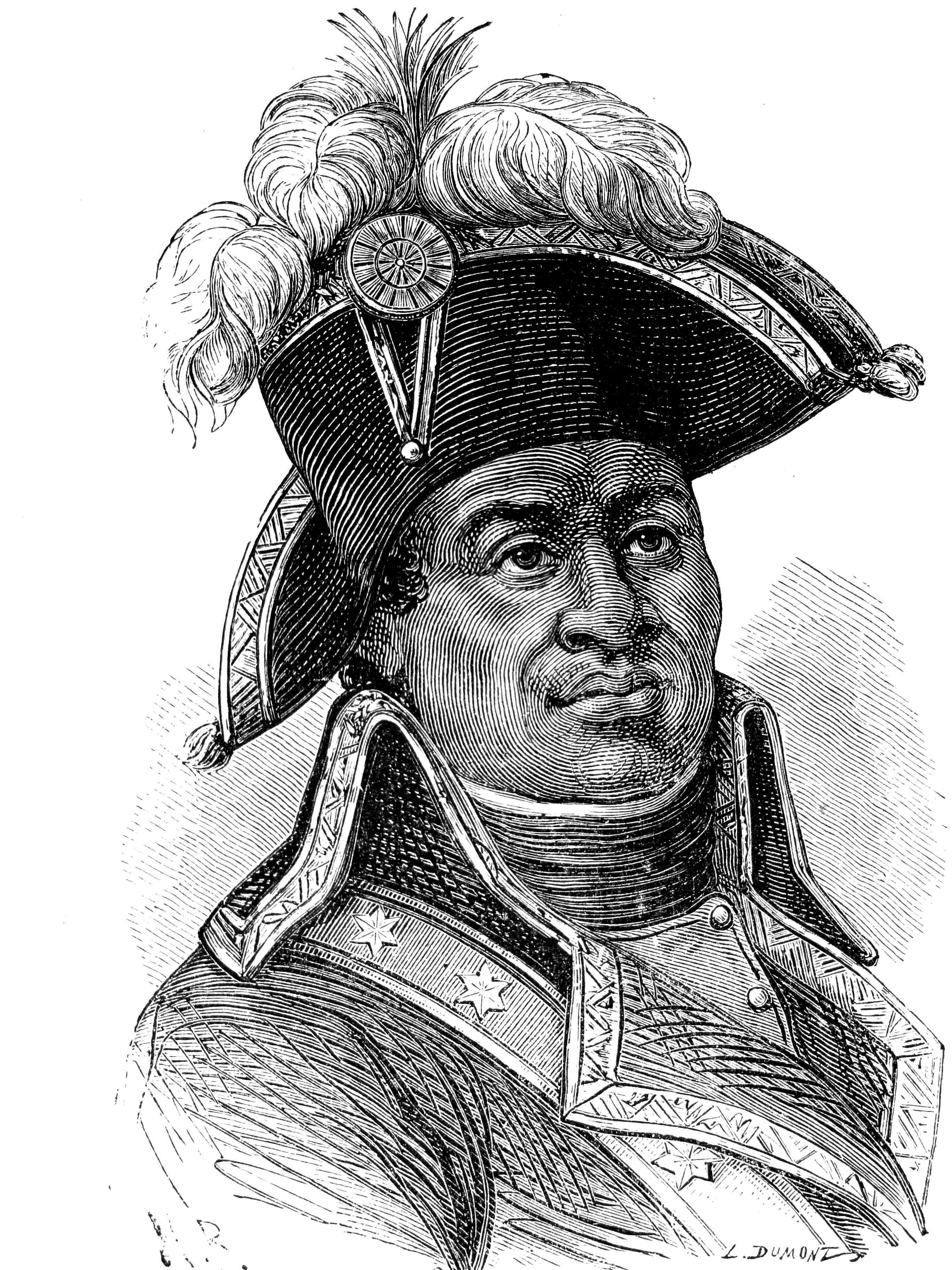
Ritratto di Toussaint Louverture

## Trama
Il racconto è ambientato nella colonia francese di Santo Domingo, attuale Haiti, durante la lotta antifrancese condotta dalla popolazione nera guidata dal generale Dessalines. Congo Hoango, un ex schiavo nero, vive nell'abitazione del suo ex padrone francese, che ha assassinato, in compagnia di due donne: la nera Babekan e la figlia quindicenne di quest'ultima, la mulatta Toni. Congo Hoango è attivo nella rivolta antifrancese e determinato a uccidere tutti i bianchi; le due donne sono state istruite pertanto ad attirare i bianchi affinché Congo Hoango e la sua banda di neri possano poi sorprenderli e ucciderli. Difatti, Babekan e Toni in quanto anziana e adolescente, parendo meno insidiose sono un'esca ben congegnata. 
Durante una assenza di Congo Hoango giunge dalle due donne Gustav, un giovane ufficiale svizzero il quale sta conducendo i suoi familiari, rimasti nascosti nel bosco, a Port-au-Prince. Gustav e Toni si innamorano e lei e tenta di salvarlo con l'astuzia dalle trappola dei neri, nonostante la madre sia sempre più diffidente sui suoi mutati comportamenti. Al proposito, visto il rientro di Hoango immobilizza Gustav con delle funi e nella notte anticipa l'arrivo dei compagni del ufficiale a mezza via per avvisarli dell'inconveniente. Costoro giungono in suo soccorso sorprendendo i neri e neutralizzandoli, però una volta liberato, l'ex ostaggio non capisce la strategia della ragazza e, credendo che lei lo abbia tradito, la uccide; quando finalmente apprende la verità, Gustav espia al tragico equivoco uccidendosi.

## Genesi dell'opera
Una prima redazione del racconto, fra il 1801 e il 1803, ambientava la vicenda in Svizzera durante la rivoluzione francese; l'ambientazione ad Haiti avvenne a partire dal 1807 durante la detenzione ad opera dei francesi nella stessa cella in cui quattro anni prima era morto il generale haitiano Toussaint Louverture. La redazione definitiva avvenne probabilmente nel 1810; il racconto apparve per la prima volta, col titolo Die Verlobung, sulla rivista Der Freimüthige, oder Berlinische Zeitung für gebildete, unbefangene Leser,  a puntate, dal 25 marzo al 5 aprile 1811. Nel luglio 1811 fu pubblicata sulla rivista letteraria viennese Der Sammler. Fu pubblicato successivamente, senza modifiche, col titolo definitivo Die Verlobung in St. Domingo, nel secondo volume dei Racconti (Erzählungen) nel 1811.

## Edizioni
- Heinrich von Kleist, «Die Verlobung in St. Domingo». In: Heinrich von Kleist, Erzählungen, Band 2, Berlin: Reimer, 1811, pp. 1-84[4]
- Heinrich von Kleist, Racconti, Vol. 2; traduzione e introduzione di Ervino Pocar, Lanciano: R. Carabba, stampa 1922
- Heinrich von Kleist, Racconti; a cura di Luisa Vertova, Milano: Bompiani, 1945
- Heinrich von Kleist, I fidanzati di Santo Domingo; Il trovatello; Coll. Grandi scrittori, Roma: De Carlo, 1945
- Heinrich von Kleist, I racconti; traduzione dal tedesco di Ervino Pocar, Collezione I grandi libri Garzanti 197, Milano: Garzanti, 1977
- Heinrich von Kleist, Opere, 2 voll.; premessa, traduzione e note di Ervino Pocar; con una introduzione di Emil Staiger, Milano: Guanda, 1980
- Heinrich von Kleist, Tutti i racconti; a cura di Italo Alighiero Chiusano; traduzione di Ervino Pocar; premesse e note di Alessandro Fambrini, Firenze: Giunti, 1995, ISBN 88-09-20536-7
- Heinrich von Kleist, I racconti; V edizione; introduzione di Giuliano Baioni; traduzione di Andrea Casalegno, Collezione I grandi libri Garzanti 197, Milano: Garzanti, 1988, ISBN 88-11-58197-4
- Heinrich von Kleist, Il fidanzamento a San Domingo; traduzione di Leone Traverso, Firenze: Passigli, 1993, ISBN 88-368-0282-6
- Heinrich von Kleist, Tutti i racconti; a cura di Marina Bistolfi ; con un saggio critico di Thomas Mann, Milano: A. Mondadori, 1997, ISBN 88-04-43288-8

## Adattamenti

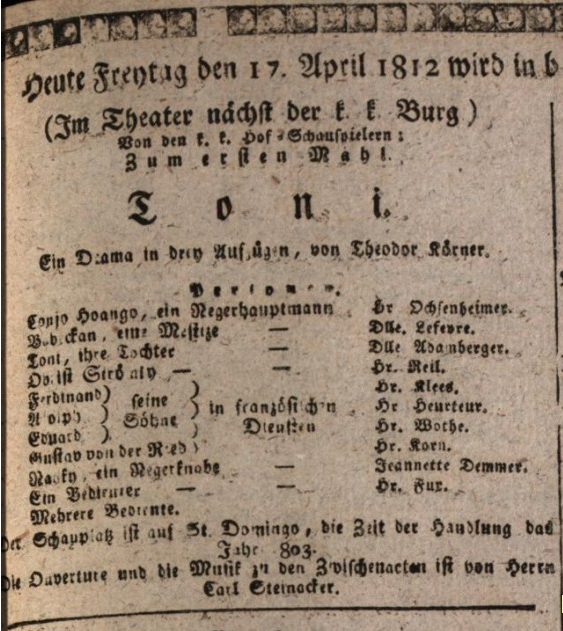
Locandina del Toni di Körner e Steinacker al Burgtheater di Vienna nel 1812

- Toni, dramma di Theodor Körner rappresentato a Weimar nel 1812 con le musiche di scena di Carl Steinacker
- San Domingo, film del 1970 diretto da Hans-Jürgen Syberberg[5]
- Die Verlobung in San Domingo, opera lirica di Werner Egk rappresentata per la prima volta all'Opera di Stato della Baviera il 22 novembre 1963[6]